# Bill & Melinda Gates Hall
Pour les articles homonymes, voir Fondation Bill-et-Melinda-Gates.
Bill & Melinda Gates Hall est un bâtiment universitaire d'informatique et de science de l'information, de style moderne-déconstructivisme de 2014, de l'université Cornell d'Ithaca dans l'État de New York aux États-Unis,, financé par et baptisé du nom de la fondation Bill-et-Melinda-Gates.  

## Historique
Ce bâtiment universitaire de 9425 m² sur 5 étages, est construit entre 2012 et 2014 par l'architecte américain Thom Mayne (lauréat du prix Pritzker) du cabinet d'architecte Morphosis Architects (en), pour le département d'informatique et des sciences de l'information (CIS) du quartier d'ingénierie du campus universitaire Cornell d'Ithaca,,.

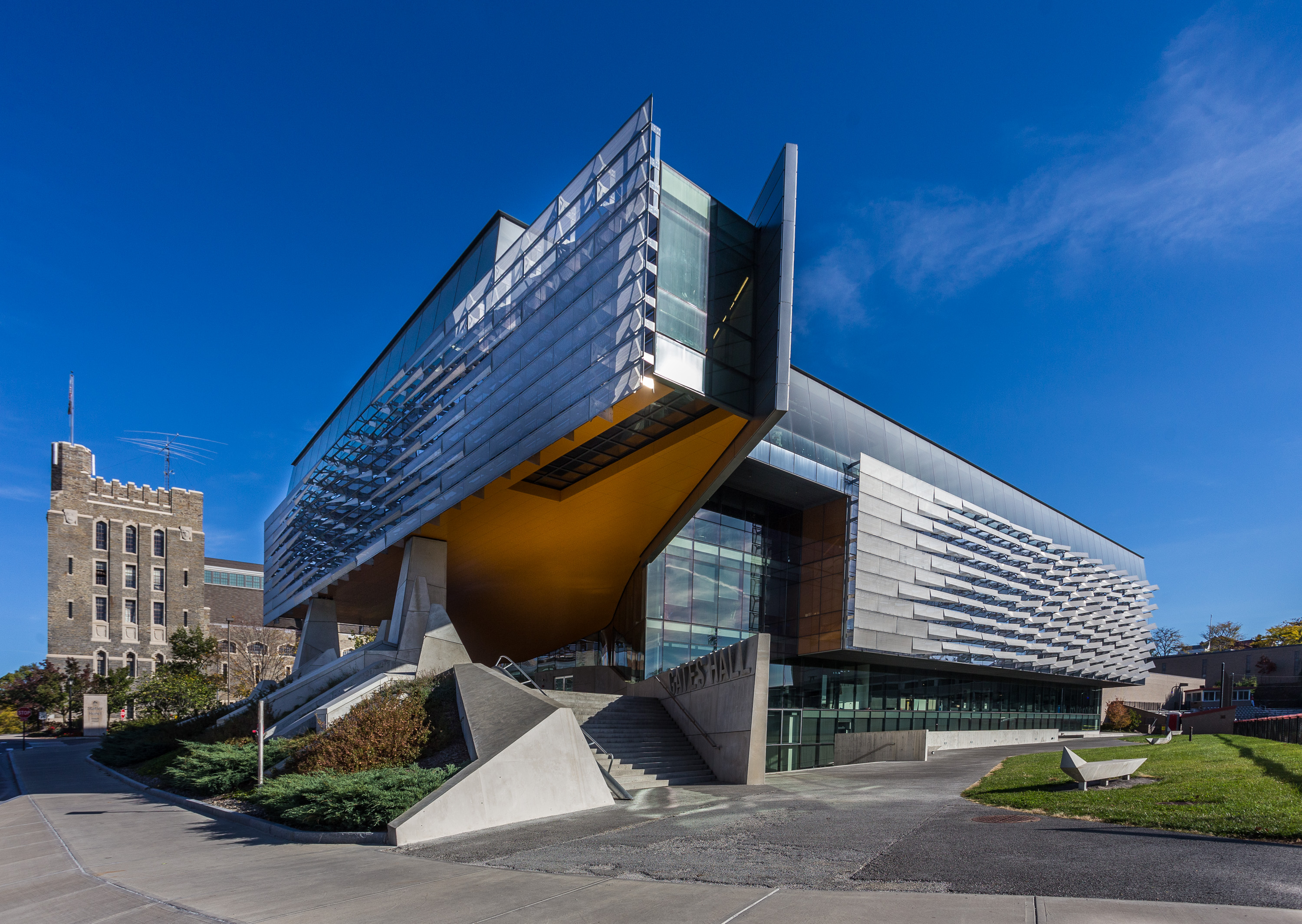
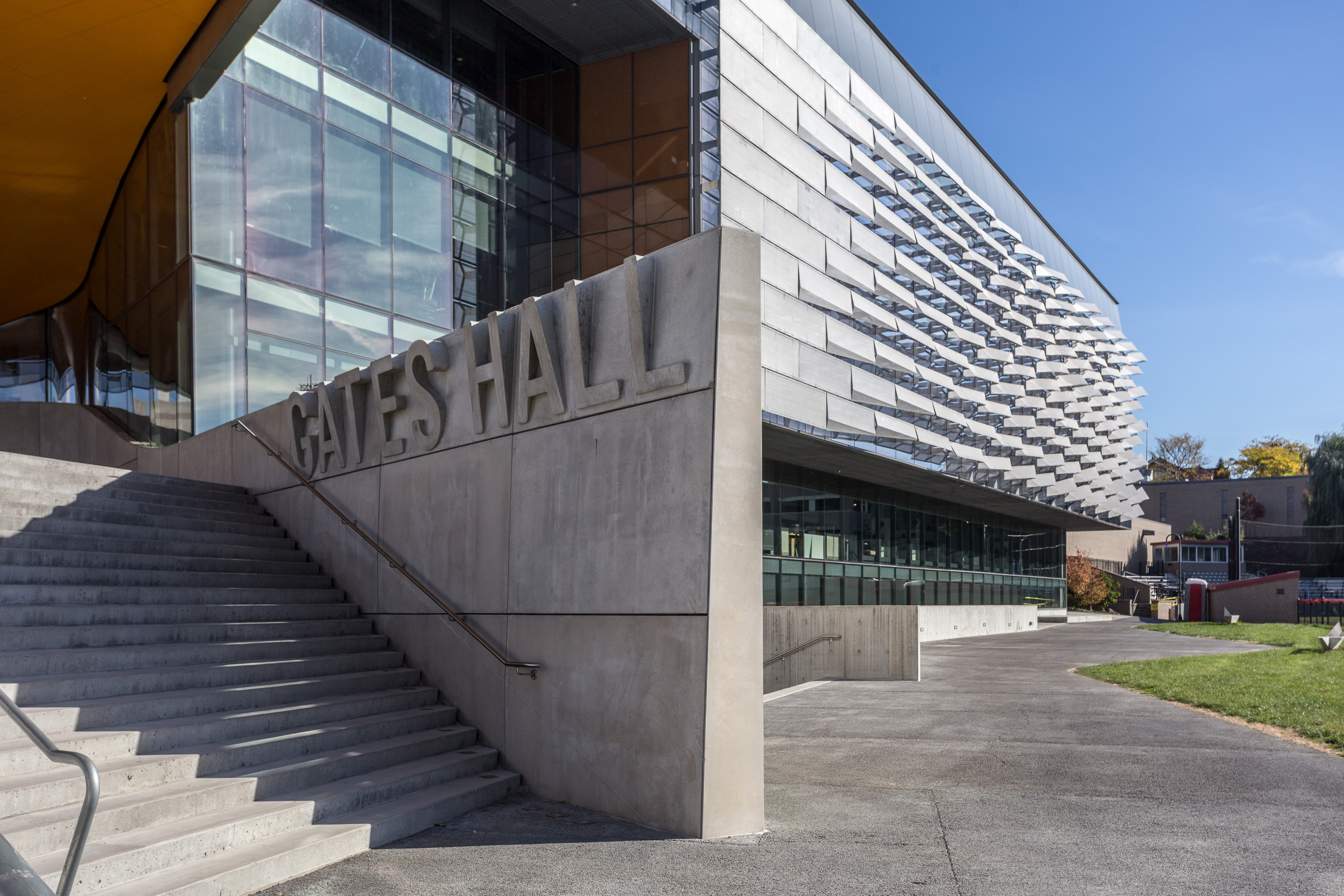

Construit en béton, acier, aluminium, et verre, il est recouvert de centaines de panneaux en verre et acier inoxydable (labellisé Leadership in Energy and Environmental Design,) pour un coût total de 60 millions de dollars, financé en particulier par un don de 25 millions de dollars de la fondation Bill-et-Melinda-Gates. Il est inauguré par Bill Gates le 1er octobre 2014 dans le cadre du 50e anniversaire de l'informatique de l'université de Cornell,.